# Jupp Kapellmann
Hans-Josef "Jupp" Kapellmann (født 19. december 1949 i Würselen, Vesttyskland) er en tidligere tysk fodboldspiller, der som midtbanespiller på det vesttyske landshold var med til at vinde guld ved VM i 1974 på hjemmebane i München. Han var på klubplan tilknyttet Alemannia Aachen, FC Köln, Bayern München og 1860 München. Med FC Bayern vandt han tre år i træk Mesterholdenes Europa Cup.